# Heteroscada ortygia
Heteroscada ortygia är en fjärilsart som beskrevs av Druce 1876. Heteroscada ortygia ingår i släktet Heteroscada och familjen praktfjärilar. Inga underarter finns listade i Catalogue of Life.